# Pravo
 Ovo je glavno značenje pojma Pravo. Za druga značenja pogledajte Pravo (razdvojba).
Pravo je ukupnost pravnih pravila, načela i instituta kojima se uređuju odnosi u određenoj društvenoj zajednici (pravo u objektivnom smislu). Njima su uređeni životni odnosi među ljudima, ali i odnosi ljudi prema društvenoj zajednici u kojoj žive i čijim pravilima se podvrgavaju. 
Pravo u subjektivnom smislu, su prava i obveze koje pojedincu (subjektu prava) daju i nameću propisi objektivnog prava.
Regulacija hrvatskog trgovačkog i građanskog prava počiva na načelu monizma.

## Pravna znanost
Pravna znanost je društvena znanost kojoj su glavni objekti proučavanja država i pravo. Pravna znanost izgradila je sustav koji obuhvaća niz posebnih pravnih znanosti.
Sustav pravne znanosti može se podijeliti u tri osnovne grupe:
- grupa općeteorijskih pravnih znanosti - u njoj se izučavaju elementi koji su zajednički svim državama i svim pravnim sustavima, bez obzira na povijesno razdoblje, geografski položaj i sl.
- grupa povijesnopravnih znanosti - proučava razvoj prava kroz povijest
- grupa pozitivnopravnih znanosti - izučava konkretne pravne sustave koji postoje u sadašnjosti (pozitivnopravni sustavi)

## Pravni sustavi
Sustav prava je skup pravnih normi što postoje u nekoj državi. Naziva se još i pozitivnopravni sustav. Pravni sustav je uređena (sistematizirana) cjelina svih pravnih pravila. Elementi pravnog sustava su sljedeći:
- pravni sustav kao cjelina
- pravna grupa
- pravna grana
- pravni instituti (pravne ustanove)
- pravno pravilo (pravna norma)

### Grane prava
- Ustavno pravo je grana prava koja proučava temelje na kojima počiva država, te slobode prava i dužnosti čovjeka i građanina.
- Upravno pravo je grana prava koja proučava djelovanje tijela državne uprave i drugih državnih tijela i pravnih osoba s javnim ovlastima.
  - Upravno postupovno pravo
- Financijsko pravo - uređuje osnove javnih prihoda i rashoda, poreza i proračuna.
- Građansko pravo - uređuje građanskopravne odnose.
  - Stvarno pravo - skup pravnih pravila kojima se uređuju odnosi među ljudima povodom stvari.
  - Obvezno pravo - skup pravnih pravila kojima se uređuju oni društveni odnosi u kojim je jednu stranu (vjerovnika) ovlastila drugu stranu (dužnika) da traži neku činidbu, a druga strana je tu činidbu dužna izvršiti.
  - Nasljedno pravo - skup pravnih pravila kojima se za slučaj smrti jedne osobe - ostavitelja, uređuje prijelaz njene imovine (odnosno njezinih subjektivnih prava i obveza) na druge osobe - njezine nasljednike
  - Pravo intelektualnog vlasništva (autorsko pravo, pravo industrijskog vlasništva)
- Obiteljsko pravo - skup pravnih pravila i načela kojima se uređuju obiteljski odnosi, tj. osobnopravni i imovinskopravni odnosi članova obitelji te članova obitelji prema trećim osobama.
- Trgovačko pravo - skup pravnih pravila koja reguliraju subjekte trgovačkog prava (statusno trgovačko pravo ili pravo društava) i pravne poslove trgovačkog prava (ugovorno trgovačko pravo)
- Kazneno pravo - Kazneno pravo (u širem smislu) je grana prava koja se odnosi na državnu vlast kažnjavanja (jus puniendi), a u širem smislu obuhvaća: 1) materijalno kazneno pravo, 2) kazneno procesno pravo, 3) izvršno kazneno pravo
- Radno pravo je skup pravnih pravila kojim se uređuje sklapanje i prestanak radnih odnosa, prava i obveze subjekata u radnom odnosu, te ostala važna pitanja i modaliteti u radnom odnosu i u vezi s njim.
  - Socijalno pravo
- Pomorsko pravo, Zračno pravo, Prometno pravo
- Međunarodno pravo - uređuje odnose između subjekata međunarodnog prava: država, međunarodnih organizacija i pojedinaca (iako ne priznaju svi teoretičari pojedinca za subjekta ovog pravnog poretka)
  - Diplomatsko pravo
  - Konzularno pravo
  - Pravo međunarodnih ugovora
  - Svemirsko pravo
- Međunarodno privatno pravo - sadrži pravila i načela za rješavanje privatnopravnih situacija s međunarodnim obilježjima
- Građansko procesno pravo - uređuje postupanje sudova i drugih tijela, te prava i obveze stranaka.
  - Građansko parnično procesno pravo
  - Građansko izvanparnično procesno pravo
- Međunarodno građansko procesno pravo
- Stečajno pravo
- Ovršno pravo

Crkvena prava i religijska prava
- Kanonsko pravo
- Šerijatsko pravo
- Židovsko pravo